# Afterswish
Afterswish is een verzamelalbum van Ozric Tentacles. Het dubbelalbum bevat een selectie uit de eerste vijf studioalbums van de band die tot dan toe alleen op muziekcassette waren uitgebracht. Het album kon niet voorkomen dat er vraag bleef bestaan naar ouder materiaal. In 1993 kwam de boxset Vitamins enhanced uit met de volledige albums en daarbij ook het livealbum Live ethereal cereal.
Afterswish was een track van The bits between the bits. Het dubbelalbum bevatte als lokkertje drie niet eerder verschenen tracks, die ook niet via Vitamins enhanced verschenen. Afterswish is een niet bestaand woord in het Engels.

## Muziek
| Nr. | Titel                                            | Duur |
| --- | ------------------------------------------------ | ---- |
| 1.  | Guzzard (Sliding gliding worlds)                 | 2:03 |
| 2.  | Chinatype (nieuw)                                | 5:33 |
| 3.  | The Sacred Turf (There is nothing)               | 3:06 |
| 4.  | Og-Ha-Be (Tantric obstacles)                     | 4:49 |
| 5.  | Thyroid (Erpsongs)                               | 4:58 |
| 6.  | Omnidirectional Bhadra ("Sliding gliding worlds) | 2:55 |
| 7.  | Afterswish (The bits between the bits)           | 2:41 |
| 8.  | Velmwend (Erpsongs)                              | 4:34 |
| 9.  | Travelling The Great Circle (There is nothing)   | 4:09 |
| 10. | Secret Names (The bits between the bits)         | 5:28 |
| 11. | Soda Water (Sliding gliding worlds)              | 4:09 |
| 12. | Fetch Me The Pongmaster (Sliding gliding worlds) | 6:16 |
| 13. | Zaii! (nieuw)                                    | 8:58 |

| Nr. | Titel                                            | Duur |
| --- | ------------------------------------------------ | ---- |
| 1.  | Abul Hagag (nieuw)                               | 4:47 |
| 2.  | It's a Hup Ho World (sliding gliding worlds)     | 6:20 |
| 3.  | The Dusty Pouch (Sliding gliding worlds)         | 4:18 |
| 4.  | Thrashing Breath Texture (There is nothing)      | 3:30 |
| 5.  | Floating Seeds (The bits between the bits)       | 5:45 |
| 6.  | Invisible Carpet (There is nothing)              | 5:24 |
| 7.  | The Code For Chickendon (Sliding gliding worlds) | 4:48 |
| 8.  | Kola B'pep (There is nothing)                    | 6:40 |
| 9.  | Mae Hong Song (Sliding gliding worlds)           | 3:17 |
| 10. | Symetricum ("The bits between the bits)          | 4:29 |
| 11. | Jabular (There is nothing)                       | 3:53 |
| 12. | Sliding and gliding (Sliding gliding worlds)     | 4:52 |